# Districtul Fonyód
Fonyód (în maghiară Fonyódi járás) este un district în județul Somogy, Ungaria.
Districtul are o suprafață de 645,44 km2 și o populație de 34.599 locuitori (2013).